# Trivial (película)
Trivial (en francés: La disparue de Deauville) es una película francesa de 2007 dirigida por Sophie Marceau y protagonizada por Christopher Lambert, Sophie Marceau y Nicolas Briançon. Filmado en Normandía, Francia, Trivial es el segundo largometraje dirigido por Marceau.

## Sinopsis
El teniente Jacques Renard (Christopher Lambert) está luchando contra la depresión tras la muerte prematura de su amada esposa, Chloé. Después de seis meses en un hospital psiquiátrico tras un intento de suicidio, el desaliñado y solitario teniente de policía de Le Havre sigue siendo perseguido por las visiones de su esposa. Un día, Renard encuentra a una misteriosa mujer (Sophie Marceau) esperándole en su coche. La mujer le pide que visite a un sujeto en la comuna de Deauville, a lo que Renard accede sin saber realmente lo que le espera.

## Reparto
- Christopher Lambert es Jacques Renard.
- Sophie Marceau es Victoria / Lucie.
- Nicolas Briançon es Camille Bérangère.
- Simon Abkarian es Pierre.
- Robert Hossein es Antoine Bérangère.
- Marie-Christine Barrault es Mélanie Bérangère.
- Judith Magre es La duchesse.
- Marilou Berry es Fred.
- Magali Woch es Constance.
- Jacques Boudet es Le commissaire Penaud.
- Laure Duthilleul es Marilou.
- Firmine Richard es la enfermera.
- Valérie Tréjean es Chloé Renard.
- Georges Benoît es Georges.
- Denis Menochet es Jean-Luc.